# Anisodes coenosata
Anisodes coenosata là một loài bướm đêm trong họ Geometridae.